# 日本聖書協会
一般財団法人日本聖書協会（にほんせいしょきょうかい、英: Japan Bible Society, 略称: JBS）は、主に日本語訳聖書などを出版する聖書協会である。日本キリスト教協議会に加盟している。

## 歴史
プロテスタント系であるが、ローマ・カトリックとも共同作業を行うほか、正教会にも聖書を頒布している。聖書協会世界連盟加盟。スコットランド聖書協会、英国聖書協会および米国聖書協会がそれぞれ明治期に創設した日本支社が日本聖書協会の前身である。それらの共同事業として『明治元訳』および『大正改訳』が出版されている。前者の旧約聖書の部分と、新約聖書のみからなる後者の合本は『舊新約聖書 文語訳』として、後者のみのものは『新約聖書 文語訳』として、現在の日本聖書協会から出版されている。「舊」は「旧」の異体字である。「訳」の異体字に「譯」があるが、『舊新約聖書 文語譯』などとはしないようである。ほぼ同内容のものが5巻組で岩波文庫からも出版されている。。
口語訳聖書は日本聖書協会が初めて自力で行った聖書翻訳事業であり、プロテスタント教会の典礼に使用されてきたが主に福音派諸教会から激しい批判が行われ、口語訳聖書に対抗する聖書として、新改訳聖書が新改訳聖書刊行会によって翻訳され、日本聖書刊行会から発行された。
その後1978年に新約のみが出版された共同訳聖書は動的等価法や原語に忠実な表記法が非常に不評であったために方針を変更されることになり、そのままの方針での旧約聖書は刊行されなかった。
1987年に刊行された新共同訳聖書は、エキュメニズムの流れに沿って実現した共同の翻訳委員会が、共同訳の失敗に学んで動的等価法を破棄し、最新の研究成果を取り入れつつミサ・礼拝に用いるべく文体の格調に留意して訳出したもので、現代日本でもっともよく利用されている聖書となっている。
2018年12月3日に仮称『標準訳』改め『聖書協会共同訳』の翻訳版が完成した。ただし、新共同訳の出版は続行される。

## クリスチャンプレス
日本聖書協会内のクリスチャンプレス・デジタルメディア部が運営していたキリスト教ニュースメディア。国内のキリスト教メディアであるクリスチャン・トゥデイの元スタッフを吸収する形で新設された。聖書に関する記事に加えて国内外のキリスト教関連のニュースも配信していた。またアメリカのキリスト教オンラインメディア、クリスチャニティ・トゥディと契約して世界のキリスト教界の動向も報じ、またキリスト新聞とも提携していたが、スタッフの退職が相次ぎ、2021年3月31日付でデジタルメディア部が廃止となったため、キリスト新聞へ運営を譲渡した。

## 沿革
- 1937年（昭和12年） - 設立
- 1949年（昭和24年） - 財団法人格を取得
- 1954年（昭和29年） - 口語訳聖書新約を刊行
- 1955年（昭和30年） - 同旧約を刊行
- 1978年（昭和53年） - 共同訳聖書（新約のみ）を刊行
- 1987年（昭和62年） - 新共同訳聖書を刊行
- 2012年（平成24年） - 一般財団法人格に移行
- 2017年（平成29年） - 聖書図書館を閉館[11][12]。
- 2018年（平成30年） -クリスチャンプレス・デジタルメディア部創設。 聖書協会共同訳聖書を刊行
- 2019年（平成31年）1月1日 - 「一般財団法人キリスト教視聴覚センター」（AVACO：アバコ）を吸収合併。
- 2021年（令和3年）3月31日 - クリスチャンプレス・デジタルメディア部の運営を株式会社キリスト新聞社へ譲渡。